# Velika Srbija (časopis)
Velika Srbija je časopis koji objavljuje Srpska radikalna stranka. Časopis izlazi od 1990. godine, najprije kao mjesečnik, a potom kao tjednik. Do sad je objavljeno preko 3600 brojeva. Glavne smjernice časopisu je od njegovog osnivanja do danas davao vođa SRS Vojislav Šešelj. Glavni i odgovorni urednik bila je Elena Božić Talijan koja je podnijela ostavku na mjesto generalne tajnice Srpske radikalne stranke, zamjenica glavnog i odgovornog urednika je Marina Toman, tehnički urednik je Severin Popović a lektor Lazar Macura. Adresa redakcije časopisa Velika Srbija je Magistratski trg 3, 11080 Zemun.
Časopis se bavi političkim temama, propagirajući političke stavove SRS i velikosrpsku ideologiju. Časopis predano širi propagandu protiv Europske unije, SAD-a i NATO pakta.
U broju 3600 od ožujka 2017. god., časopis "Velika Srbija" je objavio pretiske mjesečnika koji su pod istim imenom izlazili u razdoblju 1921. – 1926., a koje su - u okolnostima onoga doba - propagirali velikosrspku ideju.
Časopis je popularan prije svega među članovima Srpske radikalne stranke, u Srbiji. 

## Vanjske poveznice
- „Elena Božić Talijan podnijela ostavku."
- Časopis "Velika Srbija", svi brojevi